# Anton Goudsmit

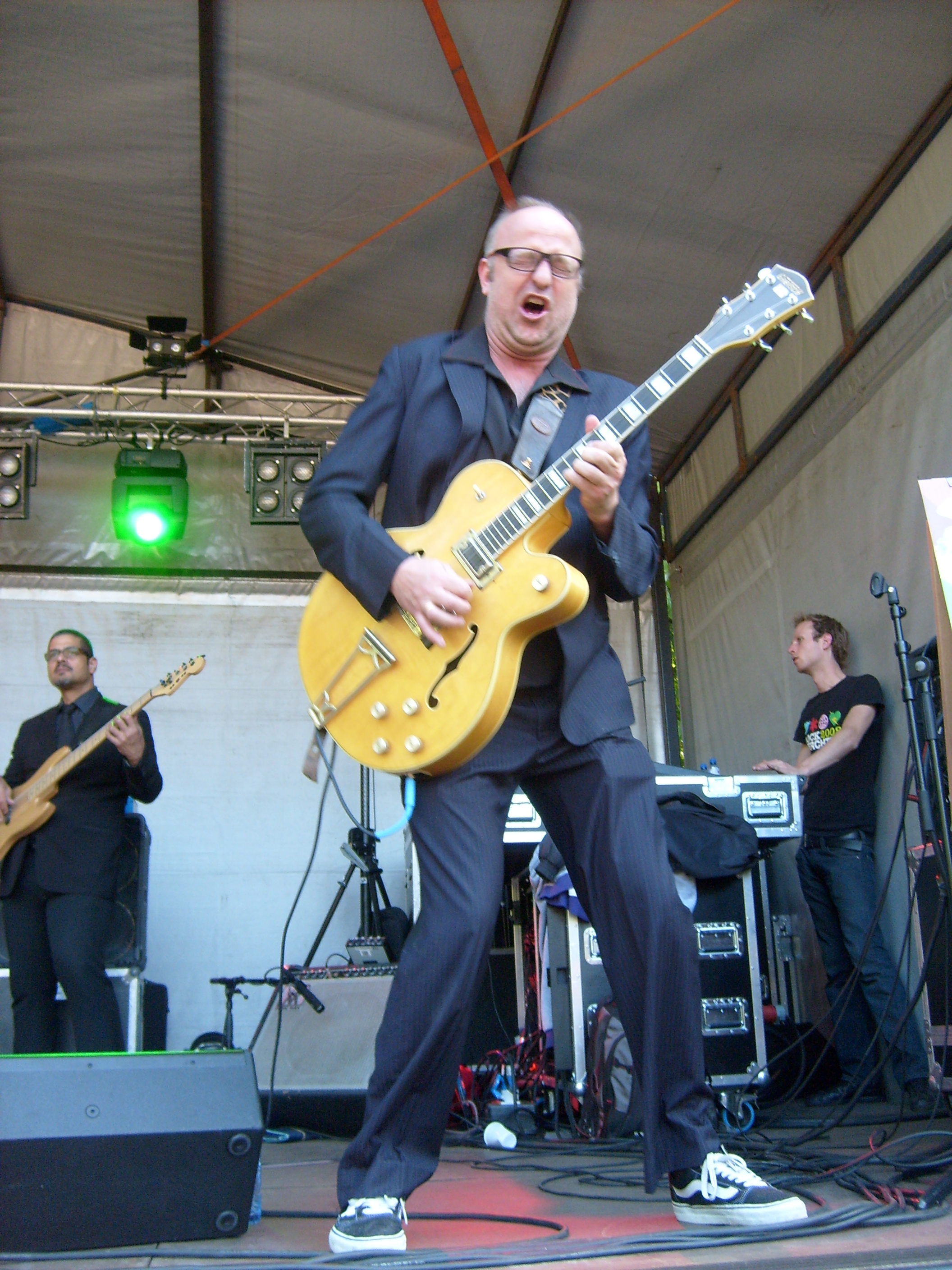
Anton Goudsmit in 2009

Anton Goudsmit (* 24. April 1967 in Haarlem) ist ein niederländischer Jazzgitarrist.
Goudsmit gehörte zu den Gründungsmitgliedern der Bigband The New Cool Collective. Er trat mit der Gruppe Haas & The Guitar Bandits und mit Musikern wie Ramón Valle, Eric Vloeimans und Ernst Reijseger auf. Nachdem er lange als Sideman gearbeitet hatte, gründete er mit dem Saxophonisten Efraim Trujillo, dem Bassisten Arnold Dooyeweerd und dem Schlagzeuger Martijn Vink das Quartett A4. Auch leitet er The Ploctones. 2010 wurde er mit dem VPRO/Boy Edgar Prijs ausgezeichnet.

## Diskographie
- New Cool Collective: Soul Jazz Latin, 1994–96
- New Cool Collective & Georgie Fame: Big, 1998–99
- Fay Victor: Darker Than Blue, 2000–01
- Victor De Boo: Live at the BIMhuis, 2001
- ZUCO 103: Tales of High Fever, 2002
- ZUCO 103: Whaa!, 2005
- Eric Vloeimans: Summersault, 2005
- Monique Klemann: On Patrol, 2007
- Lewinsky Quartet: Omnipotent, 2007
- The Ploctones: 050, 2007–08
- Leine: Truth Be Told, 2008
- Eric Vloeimans: Live at Yoshi’s, 2008